# Під небом Сицилії
Під небом Сицилії (італ. In nome della legge) (В ім'я закону) — чорно-білий італійський драматичний фільм неореалістичного напрямку про події у мафіозному середовищі сицилійського містечка Каподарсо у перші роки після другої світової війни.

## Сюжет
У містечку процвітає бандитизм і конокрадство; існуючі порядки сподівається в корені змінити новий суддя на прізвище Ш'яві, який приїхав до міста. На вокзалі він зустрівся з попереднім суддею, який радить йому їхати з цих місць геть. Єдиним плюсом Ш'яві можна вважати його сицилійське походження. Втім, навіть це не красить його в очах місцевої недружелюбно налаштованої публіки. Відразу ж після приїзду Ш'яві відбувається вбивство: причому застрелений молодий чоловік, Алео, відмовляється перед смертю вимовити ім'я свого вбивці, хоча і дивиться зі значенням на одного з присутніх, Мессану. Подія викликає переполох в бандитських колах міста. Тим часом Ш'яві докопується до справжньої причини безробіття, що процвітає в містечку. Усі докази вказують на власника шахти могутнього барона Ло Васто, проте протистояти йому поодинці не так-то просто. Ш'яві наштовхується на стіну мовчання у своєму розслідуванні. Місцеві жителі знають, що говорити про мафію або намагатися уникнути її «закону» може бути фатальним.
У минулому, коли шахта ще могла годувати людей, кожен мав засоби для існування. Однак це змінилося кардинально з моменту зняття її з експлуатації. Ш'яві хоче допомогти людям і веде переговори з Ло Васто. На здивування Ш'яві, той на словах усе розуміє, але насправді не хоче лишати свої темні справи і намагається затримати запуск шахти. Після того, як його спроба підкупу судді була невдала, він найняв вбивцю, щоб усунути людину, яку він не любив.
Ш'яві і дочка барона закохалися. Нове вбивство відбувається в день запланованого весілля. Незабаром член мафії заарештований. Таємне товариство підозрює водія Паоло як інформатора і вирішує вбити його та звільнити затриманого.
Шахтарям набридло, що їх годують словами. Вони насильно займають шахту. Ш'яві опиняється в конфлікті сумління: з одного боку, він хоче допомагати людям, але з іншого боку, він повинен зараз вжити заходів проти них і припинити їхні протиправні дії. Тим самим він приводить проти себе все населення. Суддя не бачить іншого шляху, як залишити Каподарсо. Тоді до нього доходять новини про вбивство Паоло. Раптом він викликає населення і виголошує палку промову, в якій розкриває все вбивство. Його слова ефективні, йому вдається пробудити у людей совість. Вони оточують вбивцю Паоло і передають його судді. Фінал фільму викликав палкі дискусії серед кінокритиків.

## У ролях
- Массімо Джиротті — суддя
- Камілло Мастрочінкве — барон Ло Васто
- Шарль Ванель — Турі Пассалаква
- Саро Урці — сержант Гріфо
- Джоне Салінас (Jone Salinas) — Тереза, баронеса Ло Васто

## Фільм в радянському прокаті
Один з кількох італійських фільмів неореалістичного напрямку, які випускалися в прокат на великому екрані в СРСР з російським дубляжем. Сумеівний кінець фільму у радянському варіанті був кардинально змінений. Ш'яві, так само, як і попередній суддя покидає місто.